# Gasthaus Stuhlmacher

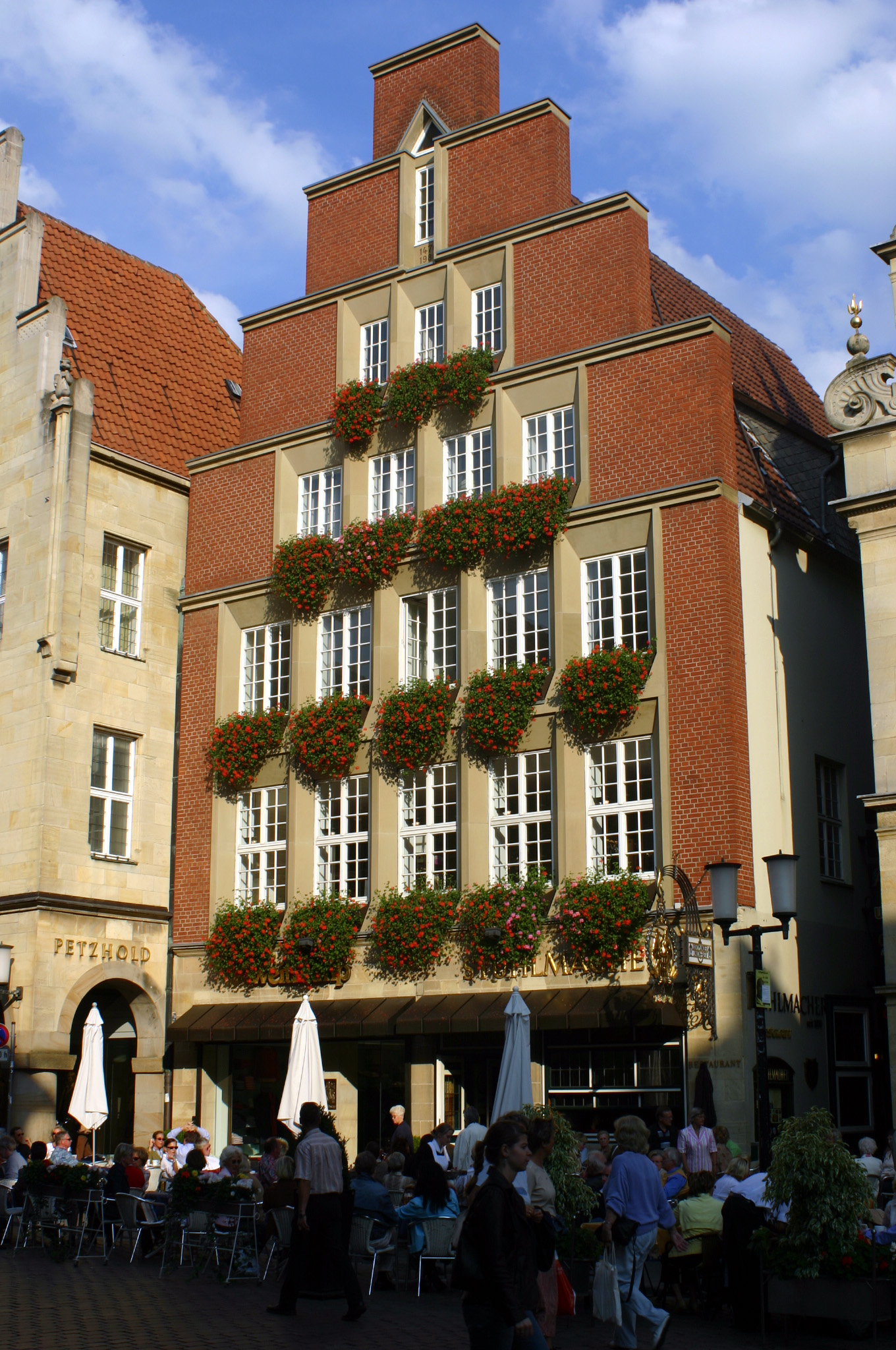
Gasthaus Stuhlmacher

Das Gasthaus Stuhlmacher ist ein Gastronomiebetrieb in Münster.

## Geschichte
1890 kaufte Louis Stuhlmacher vom Gastwirt Gunnemann für 105.000 Goldmark ein 1470 erbautes Haus am Prinzipalmarkt in Münster. Nach seinem Tod 1912 heiratete seine Witwe 1914 den Gastronomen Julius Feldhaus. Das Paar adoptierte im Jahre 1929 Franz Schulte, den Neffen der Witwe. 1944 wurde das mittelalterliche Haus bei einem alliierten Luftangriff vollständig zerstört. Der Nachfolger Franz Feldhaus und seine Frau Margret begannen unmittelbar nach Kriegsende mit dem Wiederaufbau des Hauses, das am 5. Oktober 1948 neu eröffnet wurde. 1980/81 übergab Franz Feldhaus den Gastronomiebetrieb seinen Söhnen Franz-Julius und Georg Feldhaus. Das Cafe Schucan nach Art der Wiener Kaffeehauskultur und das Gasthaus Stuhlmacher waren ein gastronomisches Paar auf dem Prinzipalmarkt in Münster. Das Stuhlmacher gehört seit 125 Jahren zum Kernbestand Münsters.